# Erik Lie
Erik Røring Møinichen Lie, född den 23 november 1868 i Kristiania, död 1943, var en norsk författare,  systerdotters son till Erik Røring Møinichen, son till Jonas Lie, far till Jonas Lie.
Lie utgav en förtjänstfull skiss över Balzac (1893) och en kåserande framställning av litteraturens historia (1896), var en tid redaktör för ett Kristianiablad, varefter han författade underhållande berättelser utan högre litterära anspråk (Tolv procent! 1902, Direktør Lyngs hjem 1903 med flera). 
Därtill självbiografiska barndomsskildringar som Jonas Lies oplevelser (1908) och Erindringer fra et dikterhjem (1928).